# Liste der Bodendenkmäler in Aura an der Saale
Auf dieser Seite sind die Bodendenkmäler in der unterfränkischen Gemeinde Aura an der Saale zusammengestellt. Diese Tabelle ist eine Teilliste der Liste der Bodendenkmäler in Bayern. Grundlage ist die Bayerische Denkmalliste, die auf Basis des Bayerischen Denkmalschutzgesetzes vom 1. Oktober 1973 erstmals erstellt wurde und seither durch das Bayerische Landesamt für Denkmalpflege geführt wird. Die folgenden Angaben ersetzen nicht die rechtsverbindliche Auskunft der Denkmalschutzbehörde.

## Bodendenkmäler der Gemeinde Aura an der Saale

### Bodendenkmäler im Ortsteil Aura a.d.Saale
| Lage                      | Objekt | Akten-Nr.     | Bild |
| ------------------------- | --- | ------------- | ---- |
| Aura a.d.Saale (Standort) | Spätmittelalterliche Wüstung Vattenrod. | D-6-5826-0001 |      |
| Aura a.d.Saale (Standort) | Freilandstation des Mesolithikums. | D-6-5826-0002 |      |
| Aura a.d.Saale (Standort) | Spätmittelalterlicher bis neuzeitlicher Erdstall. | D-6-5826-0003 |      |
| Aura a.d.Saale (Standort) | Fundamente abgegangener Steinbauten vermutlich des Mittelalters oder der Neuzeit. | D-6-5826-0049 |      |
| Aura a.d.Saale (Standort) | Bestattungsplatz mit verebneten Grabhügeln vorgeschichtlicher Zeitstellung. | D-6-5826-0050 |      |
| Aura a.d.Saale (Standort) | Siedlung des Neolithikums. | D-6-5826-0056 |      |
| Aura a.d.Saale (Standort) | Untertägige Teile der hochmittelalterlichen bis frühneuzeitlichen Katholischen Pfarrkirche St. Laurentius und weiterer bestehender Bauten des ehemaligen Benediktinerklosters in Aura a.d. Saale, Fundamente abgangener Klostergebäude sowie Körpergräber des Mittelalters und der Neuzeit. | D-6-5826-0076 |      |
| Aura a.d.Saale (Standort) | Untertägige Teile der frühneuzeitlichen Klosterruine in Aura a.d. Saale. | D-6-5826-0078 |      |